# Blygrå äggsvamp
Blygrå äggsvamp (Bovista plumbea) är en svampart som beskrevs av Pers. 1795. Enligt Catalogue of Life ingår Blygrå äggsvamp i släktet äggsvampar,  och familjen Agaricaceae, men enligt Dyntaxa är tillhörigheten istället släktet äggsvampar,  och familjen röksvampar. Arten är reproducerande i Sverige. Inga underarter finns listade i Catalogue of Life.

## Källor

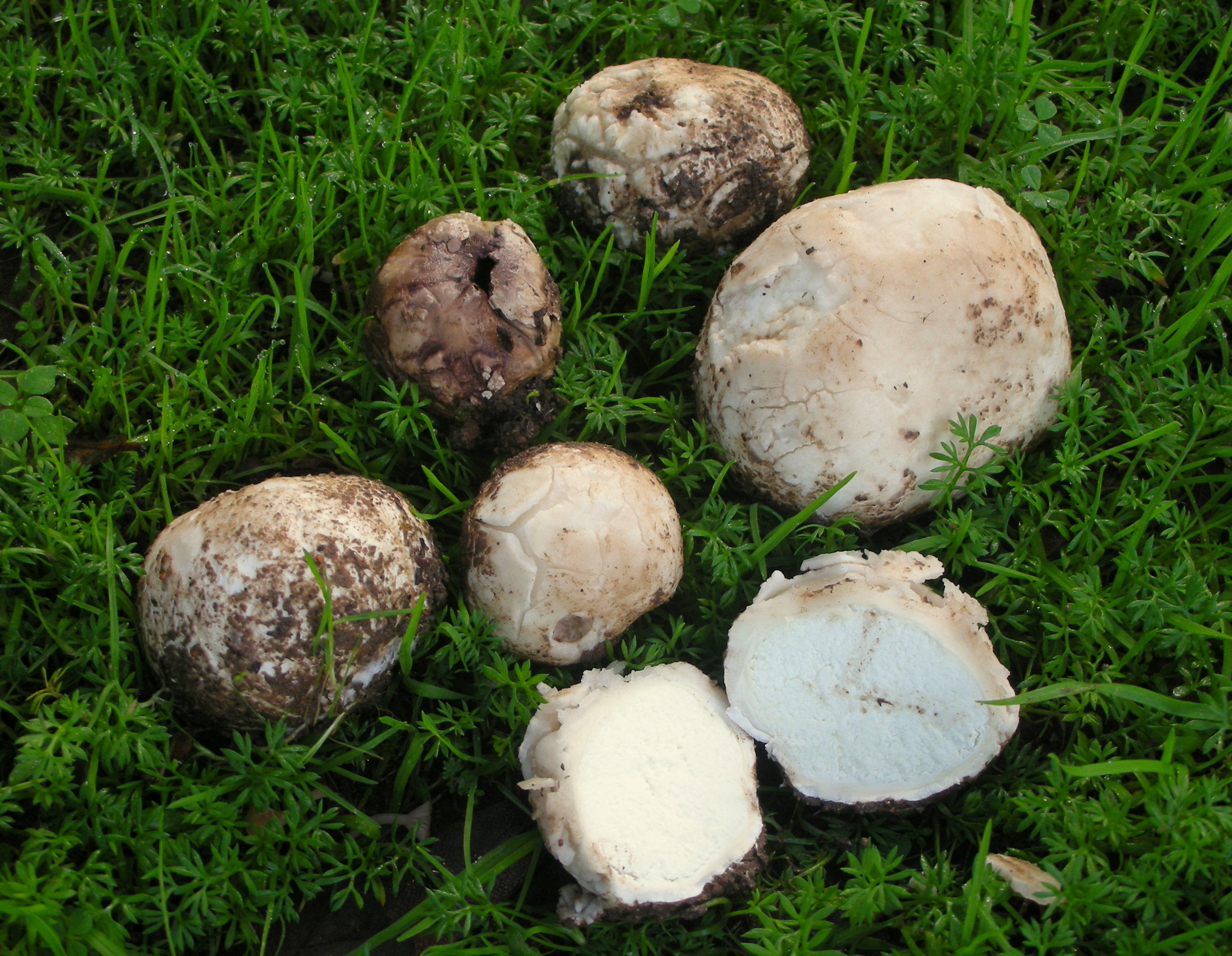